# Religiose orsoline dell'Unione di Chatham
Le Religiose Orsoline dell'Unione di Chatham (in inglese Ursuline Religious of the Chatham Union; sigla O.S.U.) sono un istituto religioso femminile di diritto pontificio.

## Storia
Nel 1853 Maria Saverio Le Bihan, religiosa orsolina nel monastero bretone di Le Faouët, lasciò la Francia per lavorare come missionaria nelle Americhe: dopo un periodo a Sault Ste. Marie, in Michigan, seguì l'invito dei gesuiti a recarsi in Canada e il 9 maggio 1870 aprì una casa con una scuola a Chatham.
In origine la casa di Chatham aveva un'organizzazione monastica e claustrale, ma per rispondere alla richiesta di insegnanti nella regione fu necessario fondare piccole comunità, abolire la clausura e, nel 1915, formare una curia generalizia. Alla congregazione di Chatham si unirono presto altri monasteri autonomi di orsoline dell'Ontario, dell'Alberta, del Michigan e della Pennsylvania.
La Santa Sede approvò le costituzioni delle orsoline l'8 dicembre 1952.

## Attività e diffusione
Le suore si dedicano all'educazione in scuole private e parrocchiali di vario grado (il loro Brescia University College è affiliato alla University of Western Ontario e offre corsi che portano al grado di bachelor of arts).
Oltre che in Canada, sono presenti in Perù e Stati Uniti d'America; la sede generalizia è a Chatham, nell'Ontario.
Alla fine del 2015 l'istituto contava 82 religiose in 18 case.